# Той, що йде у снігах (фільм, 2003)
Той, що йде у снігах (англ. The Snow Walker) — канадський драматичний пригодницький фільм, знятий режисером Чарльзом Мартіном Смітом у 2003 році.

## Історія створення
Фільм знятий за мотивами оповідання Фарлі Мовата «Щасливої дороги, брате мій!». Зйомки кінострічки повністю проходили у Канаді:
- сцени тундри відзняті у провінції Манітоба;

- сцена падіння літака — на території Нунавут, регіон Ківаллік;

- сцена полювання на оленів карибу — у Мериті, регіональний округ Томпсон-Нікола[7].

## Сюжет
Події фільму розгортаються влітку 1953 року, коли канадський пілот Чарлі Холлідей при виконанні своєї роботи в затоці Королеви Мод на узбережжі Північного Льодовитого океану, натрапляє на невелику групу місцевих мешканців-інуїтів. Вони прохають його відвезти молоду жінку, на ім'я Канаалак, яка хворіє на сухоту, у лікарню. Спочатку Чарлі відмовляється брати Канаалак до літака. Однак за винагороду, яку запропонували йому інуїти, він погоджується відвезти жінку до лікарні міста Йеллоунайф.
Під час польоту літак потерпає в аварію через загорання двигуна та Чарлі з Канаалак виявляються у тундрі серед озер. Чарлі залишає Канаалак запаси їжі та рушає по допомогу, попередивши, що повернеться за тиждень. Проте подолав певну відстань і стикнувшись із багатьма труднощами, Чарлі падає без свідомості. Прийшовши до тями, він виявляє Канаалак біля себе — жінка починає годувати його та лікувати його рани. Канаалак вчить Чарлі виживати в тундрі.
Сподіваючись на порятунок, Чарлі вирішує повернутись до літака. Але коли вони з Канаалак повертаються до місця аварії, жодних ознак рятувальників не виявляють. Тоді Чарлі та Канаалак готуються до подорожі та рушають через тундру, сподіваючись дістатися найближчого поселення інуїтів. Проте під час походу стан Канаалак погіршується і вона помирає. Чарлі зрештою дістається до поселення інуїтів.

## Відгуки
Фільм отримав схвальні відгуки критиків. За словами журналіста, критика Асоціації кінокритиків Торонто Брюса Кіркленда, «Той, що йде у снігах» є «потужним, зворушливим та трансцендентним фільмом».

## Відзнаки та нагороди
- Приз глядацьких симпатій Method Fest за найкращий повнометражний фільм (Чарльз Мартін Сміт), 2004;

- Премія Leo за найкращий дизайн костюмів (Аліса Свонсон), 2004;

- Премія Leo за найкращу головну чоловічу роль (Беррі Пеппер), 2004;

- Премія Leo за найкращу музичну партитуру (Майкл Данна), 2004;

- Премія Leo за найкращий загальний звук (Кріс Дустердік, Дін Джаммарко, Білл Шеппард, Марк Бергер), 2004;

- Премія Leo за найкращий звуковий монтаж (Дін Джаммарко, Білл Шеппард, Роберт Хантер, Крістін Маклеод, Джонні Ладгейт), 2004;

- Премія Leo за найкращі візуальні ефекти (Марк Бернард), 2004[9].